# Berlin–Angermünde–Berlin 1974
Das Straßenradrennen Berlin–Angermünde–Berlin 1974 war die 25. Austragung des Eintagesrennens Berlin–Angermünde–Berlin. Es fand am 14. April über 157 Kilometer statt. Sieger wurde Eberhard Schimbor.

## Rennverlauf
90 Radrennfahrer waren am Start. Ausrichter war die BSG Post Berlin, die für die beste Mannschaft einen Wanderpokal stiftete. Bereits nach 12 Kilometern bildete sich eine Spitzengruppe mit dem späteren Sieger und Wiesław Jezierski aus Polen als einzigem ausländischen Fahrer. Die Fahrer der Nationalmannschaft konnten in den Endkampf nicht eingreifen. Schimbor konnte sich kurz vor dem Ziel in der Rigaer Straße in Berlin-Friedrichshain absetzen und gewann mit geringem Vorsprung. Den Pokal für die beste Mannschaft gewann der SC Dynamo Berlin.

## Ergebnis
|     | Fahrer            | Verein                 | Zeit (h)       |
| --- | ----------------- | ---------------------- | -------------- |
| 01. | Eberhard Schimbor | SC Dynamo Berlin       | 3:42:16 h      |
| 02. | Michael Siermann  | TSC Berlin             | + 0:12 Minuten |
| 03. | Rudolf Karstedt   | ASK Vorwärts Frankfurt | gl. Zeit       |
| 04. | Rainer Salan      | SC Dynamo Berlin       | gl. Zeit       |
| 05. | Wolfgang Schreck  | SC Turbine Erfurt      | + 0:27 Minuten |
| 06. | Rainer Hägeholz   | SC Dynamo Berlin       | gl. Zeit       |
| 0 … |                   |                        |                |